# Dusona obtutor
Dusona obtutor är en stekelart som beskrevs av Hinz 1994. Dusona obtutor ingår i släktet Dusona och familjen brokparasitsteklar. Inga underarter finns listade i Catalogue of Life.